# نامه بیکسبی

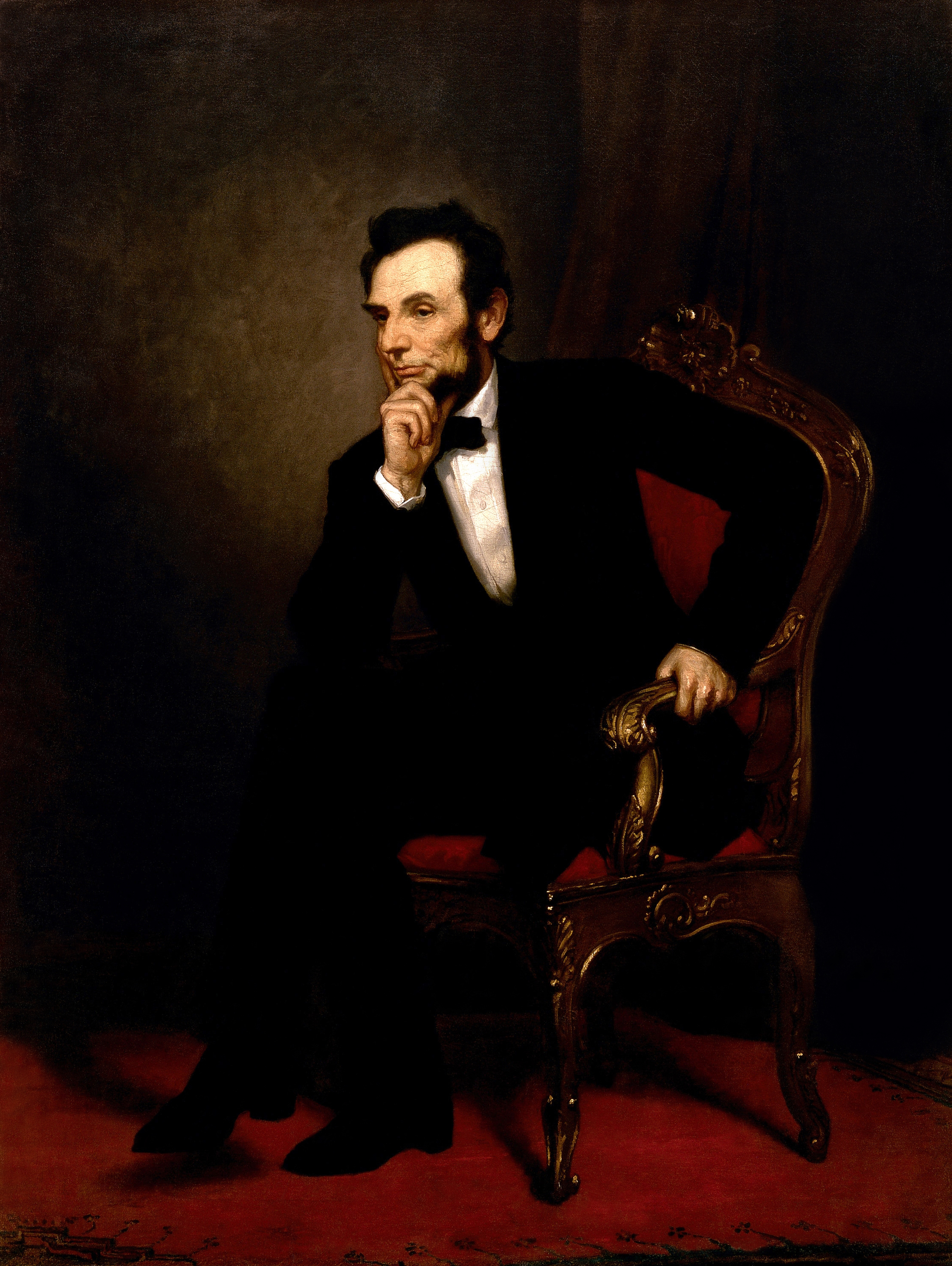
آبراهام لینکلن، شانزدهمین رئیس‌جمهور ایالات متحده آمریکا

نامه بیکسبی (به انگلیسی: Bixby letter) نامه‌ای است که از طرف آبراهام لینکلن به مادر پنج سرباز ایالت‌های شمالی که در جنگ داخلی آمریکا کشته شده بودند، نوشته شد. البته بعداً مشخص شد که سه پسر او تا سال‌ها بعد از جنگ‌های داخلی زنده بوده‌اند. متن کامل این نامه، در فیلم اسکار بردهٔ نجات سرباز رایان به صورت کامل خوانده می‌شود.
هم‌چنین نامه منتقدانی نیز دارد. چون نسخه اصلی آن مفقود شده، برخی نامه را منتسب به معاون لینکلن می‌دانند.

## متن نامه
واشینگتن، ۲۱ نوامبر ۱۸۶۴
خانم عزیز
در وزارت جنگ، گزارشی به من نشان داده شده‌است که در آن فرمانده ماساچوست گواهی کرده‌است که شما، مادر پنج سربازی هستید که همگی با افتخار در میدان نبرد کشته شده‌اند. می‌دانم هر کلامی که به زبان بیاورم، چقدر بی‌ثمر خواهد بود تا که بخواهم با آن شما را از ضایعه‌ای چنین طاقت‌فرسا تسلی دهم. اما نمی‌توانم از گفتن این موضوع خودداری کنم، که شاید دلگرمی پیدا کنید، از سپاسگزاری جمهوری‌ای که آن‌ها برای حفظ آن کشته شده‌اند. امیدوارم که خداوند قادر متعال، به شما صبر و تحمل عنایت فرماید و خاطره عزیزان از دست‌رفته‌تان گرامی باشد و افتخار و سربلندی ازآن شما باشد که چنین بهای گزافی در راه آزادی داده‌اید.

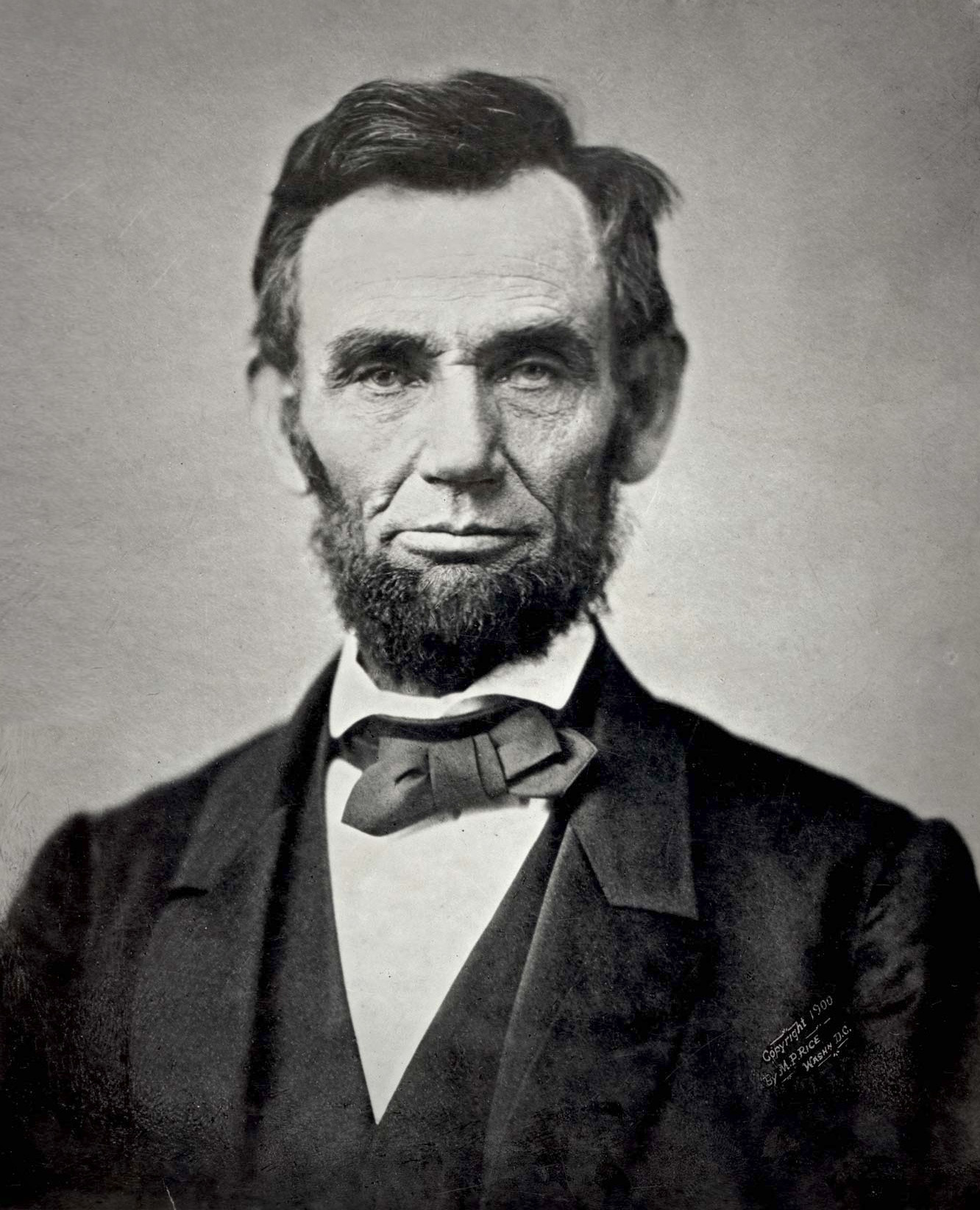
مرتبط

با احترام

آبراهام لینکلن